# بق بزر القطن
بق بزر القطن أو بق شعر القطن (الاسم العلمي Oxycarenus hyalinipennis) هو نوع من نصفيات الأجنحة من فصيلة المتخفيضات، وهو يؤدي إلى إتلاف الموسم القطني وفقدان القدرة الإنباتية للبذور، يمكن أن يصل طول الذكور منها إلى حوالي 3.8 مم، والإناث 4.3 مم.